# تپه قلعه شاه خانی
تپه قلعه شاه خانی مربوط به دوران پیش از تاریخ ایران باستان تا دوران‌های تاریخی پس از اسلام است و در شهرستان کرمانشاه، روستای قلعه شاه خانی واقع شده و این اثر در تاریخ ۷ مهر ۱۳۸۱ با شمارهٔ ثبت ۶۴۶۰ به‌عنوان یکی از آثار ملی ایران به ثبت رسیده است.